# Stazione di Sezze Romano
Stazione di Sezze Romano vasútállomás Olaszországban, Sezze településen.

## Vasútvonalak
Az állomást az alábbi vasútvonalak érintik:
- Róma–Formia–Nápoly-vasútvonal
- Velletri-Terracina-vasútvonal

## Kapcsolódó állomások
A vasútállomáshoz az alábbi állomások vannak a legközelebb:
- Stazione di Priverno-Fossanova (Stazione di Minturno-Scauri, FL7)
- Stazione di Latina (Stazione di Roma Termini, FL7)
- Borgo Tufette railway halt